# Nazaréens kyrka
Nazaréens kyrka (Church of the Nazarene) är ett evangeliskt trossamfund, med bakgrund inom metodismen och helgelserörelsen, som grundades 1895 i Los Angeles, USA av Phineas F. Bresee och Joseph Widney.
Under årens lopp har en rad trossamfund, församlingar och enskilda anslutit sig till kyrkan:
- 1907 - the Association of Pentecostal Churches of America
- april 1908 - P F Bresee startar en församling i Peniel, Texas till vilken ledande företrädare för the Holiness Association of Texas anslöt sig
- september 1908 - Pennsylvaniadistriktet inom the Holiness Christian Church
- oktober 1908 -  the Holiness Church of Christ
- 1915 - the Pentecostal Church of Scotland och Pentecostal Mission
- 1920-talet - församlingar inom the Laymen's Holiness Association
- 1950-talet - the International Holiness Mission, the Calvary Holiness Church, the Hephzibah Faith Missionary Association, the Gospel Workers Church of Canada och en inhemsk, nigeriansk Nazaréerkyrka.

## Organisation
Nazaréens kyrka styrs genom en blandning av episkopalism och kongregationalism. 
Generalförsamlingen är det högsta organet när det gäller lärosatser, stadgar och val inom kyrkan.
Den samlas en gång vart fjärde år och består av valda ombud från alla kyrkans 428 distrikt världen över.
Generalförsamlingen utser de sex medlemmarna i Superintendenternas råd som har till uppgift att administrera kyrkans globala arbete och tolka Nazaréens kyrkas manual som är trossamfundets överordnade policydokument.
Generalförsamlingen väljer även ledamöter i den Internationella kyrkostyrelsen som har att sköta samfundets gemensamma ekonomi. 
Geografiskt är Nazaréens kyrka indelad i regioner som i sin tur är indelade i verksamhetsfält, distrikt och församlingar.

### Regioner
- Nordamerika
- Mexiko - Centralamerika
- Karibien
- Sydamerika
- Afrika
- Eurasien
- Asien - Stilla havet

## Ekumenik
Nazaréens kyrka är bland annat medlem av Christian Holiness Partnership, Global Wesleyan Alliance, National Association of Evangelicals och World Methodist Council.